# Кузьмин, Валерий Ильич
Валерий Ильич Кузьмин (7 ноября 1918, Иннях, Якутская АССР — 1 июня 1983, Якутск) — командир Якутского объединённого авиационного отряда Якутского управления гражданской авиации, Герой Социалистического Труда, первый лётчик из народа якутов.

## Биография
Родился 7 ноября 1918 года в селе Иннях (ныне Олёкминский район Республики Саха), в крестьянской семье. Якут. Рано остался без отца, как старший сын помогал матери поднимать младший детей. В 1933 году окончил 7 классов школы в селе Дельгей.
По направлению комсомольской организации поступил в Якутский техникум пушно-мехового хозяйства, уехал в город Якутск. Осенью 1935 года записался в только что открывшуюся лётно-планёрную школу. На следующий год был по направлению Якутской организации Осоавиахима поступил на учёбу в Ульяновскую объединённую школу лётчиков и авиатехников, был зачислен на лётное отделение. В сентябре 1937 года вернулся в родную Якутию дипломированным пилотом. Стал первым лётчиком-якутом.
Некоторое время работал в посёлке Незаметный (вскоре переименованный в город Алдан). Затем в Якутском аэроклубе, в феврале 1940 года состоялся первый выпуск авиамехаников Якутского аэроклуба, командиром звена которого был В. И. Кузьмин. Позднее работал пилотом 234-го авиаотряда спецприменения и Ленской группы Управления полярной авиации.
В начале Великой Отечественной войны, в октябре 1941 года, был зачислен в распоряжение Якутской авиагруппы Управления особой воздушной линии. В то время решением Государственного комитета обороны началось строительство особой воздушной линии для связи с США. Кузьмин, как пилот, обслуживал изыскателей и строителей этой линии. С осени 1942 года работал на воздушной трассе Уэлькаль — Красноярск, по которой началась перегонка самолётов, поставляемых в нашу страну из США по ленд-лизу. В 1943 году стал вторым пилотом самолёта СИ-47 8-го транспортного полка 1-й Краснознамённой перегоночной авиадивизии 1-й перегоночной Краснознамённой авиационной дивизии Гражданского воздушного флота. Все военные годы работал на трассе Алсиб, участвовал в перегоне американских самолётов.
В послевоенные годы принимал активное участие в освоении побережья Северного Ледовитого океана, в разведке алмазных месторождений на западе Якутии. Продолжал работу в гражданской авиации Якутии, командиром воздушного корабля С-47 в 14-м транспортном авиаотряде. Со временем освоил новые типы самолётов — Ли 2, Ил-12, Ил-14.
В 1951 году окончил курсы усовершенствования начальствующего состава ГВФ и занимал руководящие должности в 139-м Якутском лётном отряде. В начале 1950-х годов стал командиром авиаэскадрильи. Подразделение обеспечивало потребности республики в авиатранспортных услугах, одновременно шла подготовка лётных специалистов. Руководимая им эскадрилья из года в год перевыполняла производственный план при полном обеспечении безопасности полётов, ей одной из первых в Якутской авиагруппе присвоили престижное в то время звание «Коллектива коммунистического труда». В мае 1958 года стал пилотом 1-го класса, трижды миллионером.
Как лётчик, хорошо зарекомендовавший себя на руководящей работе, в феврале 1962 года был утверждён командиром 248-го авиаотряда, объединённого с аэропортом Нижние Кресты Управления полярной авиации. Это авиапредприятие, самое крупное на севере Якутии, обслуживало станции «Северный полюс» и приполярные районы республики, занималось проводкой караванов судов в восточном секторе Севморпути.
В 1963 году был назначен командиром Нижнеколымского авиапредприятия Полярного управления ГВФ. В середине 1960-х годов стали поступать новые турбовинтовые самолёты, и в марте 1965 года Кузьмин добивался освобождения от должности руководителя авиапредприятия, чтобы заняться освоением новой техники. Он прошёл переподготовку на самолёт Ан-12 и уже в середине 1966 года работает пилотом-инструктором этого воздушного судна. В январе 1967 года был назначен командиром 139-го лётного отряда, осваивающего сразу два типа самолётов — Ан-24 и Ан-12. В том же году он становится заслуженным пилотом СССР.
В 1969 году возглавил Якутское управление гражданской авиации. Под его руководством была произведена замена огромного парка морально устаревших поршневых самолётов на современные турбовинтовые и турбореактивные лайнеры Ан-24, Ан-26, Ан-12, Як-40, расширена география полётов. Шла активная подготовка производственной базы и персонала для приёма самолётов I класса Ту-154, Ил-76. Осуществлена мощнейшая по масштабам с учётом дальней перспективы реконструкция аэропорта Якутск. Все эти годы Якутский ОАО был в числе самых передовых коллективов республики. При огромной занятости, он продолжал летать на самолёте Ан-12.
Указом Президиума Верховного Совета СССР от 9 февраля 1973 года за выдающиеся достижения в выполнении плановых заданий по авиаперевозкам, применению авиации в народном хозяйстве страны и освоению новой авиационной техники Кузьмину Валерию Ильичу присвоено звание Героя Социалистического Труда с вручением ордена Ленина и золотой медали «Серп и Молот».
В течение 12 лет плодотворно руководил Якутским объединённым авиапредприятием, до ухода на пенсию в июне 1981 года.
Избирался депутатом Верховного Совета Якутской АССР трёх созывов, Якутского городского совета народных депутатов нескольких созывов.
Жил в городе Якутск. Скончался 1 июня 1983 года на 65-м году жизни после тяжёлой продолжительной болезни.
Награждён орденом Ленина, тремя орденами Трудового Красного Знамени, орденами Красной Звезды, Знак Почёта, медалями. Заслуженный пилот СССР. Почётный гражданин города Якутска.

## Память
- В Якутске установлен памятник легендарному лётчику, его имя присвоено улице, площади и средней школе № 30.
- Учреждены премии и стипендии имени В. И. Кузьмина.
- На доме, где он жил последние годы, установлена мемориальная доска.
- Имя «Валерий Кузьмин» носили теплоход, приписанный к порту Тикси, и самолёт ТУ-154М авиакомпании «Якутия». В настоящее время его имя присвоено самолёту Sukhoi Superjet 95-100 с бортовым номером RA-89011 (также авиакомпании «Якутия»).